# Wahyudi Putra
Wahyudi Putra (* 16. Mai 1998) ist ein indonesischer Leichtathlet, der sich auf den Mittelstreckenlauf spezialisiert hat.

## Sportliche Laufbahn
Erste internationale Erfahrungen sammelte Wahyudi Putra im Jahr 2018, als er im 1500-Meter-Lauf an den Asienspielen in Jakarta teilnahm und dort mit 3:51,14 min im Vorlauf ausschied. 2023 gewann er bei den Südostasienspielen in Phnom Penh in 3:59,36 min die Bronzemedaille hinter dem Thailänder Kieran Tuntivate und Lương Đức Phước aus Vietnam. Anschließend gelangte er bei den Asienmeisterschaften in Bangkok mit 3:54,36 min auf Rang 14. 2025 schied er bei den Asienmeisterschaften in Gumi mit 3:49,73 min im Vorlauf über 1500 Meter aus und kam auch im 800-Meter-Lauf mit 1:50,93 min nicht über die Vorrunde hinaus.
2018 wurde Putra indonesischer Meister im 1500-Meter-Lauf.

## Persönliche Bestleistungen
- 800 Meter: 1:50,93 min, 30. Mai 2025 in Gumi
- 1500 Meter: 3:49,73 min, 27. Mai 2025 in Gumi